# Otto Frick (Architekt)
Otto Frick (* 16. April 1877 in Königsberg, Ostpreußen; † 1963) war ein deutscher Architekt und Direktor der Staatsbauschulen in Königsberg und Eckernförde.

## Leben
Otto Frick besuchte das Gymnasium in Königsberg und studierte an der dortigen Baugewerkschule. An der Technischen Hochschule in Charlottenburg bei Berlin absolvierte er anschließend sein Staatsexamen.
Otto Frick unterrichtete seit 1902 an der Staatlichen Baugewerkschule Nienburg und wurde dort Oberlehrer. 1908 wechselte er an die Staatsbauschule in Königsberg. 1922 wurde er Direktor der Staatsbauschule und der Kunstbauschule in Königsberg  und blieb dies bis 1944.
1945 zog Otto Frick nach Eckernförde in Schleswig-Holstein und wurde dort Leiter der wiedereröffneten Staatsbauschule. Um 1947 ging er in den Ruhestand und lebte danach in Kiel.
Der bekannte Königsberger Architekt Kurt Frick war sein Bruder.

## Publikationen (Auswahl)
Otto Frick verfasste einige Bücher zu Grundlagen des Bauens. Seine Baukonstruktionslehre ist ein Standardwerk bis in die Gegenwart. 
- Baukonstruktionslehre. Leitfaden für den Unterricht an Baugewerkschulen und verwandten technischen Lehranstalten, 2 Bände, mit Karl Knöll
  - Steinbau, einschliesslich des Beton- und Stahlbetonbaues und der Abdichtungsarbeiten, Band 1, Leipzig, Berlin 1910
  - Holzbau, einschließlich der Dachdecker- und Klempnerarbeiten und  der Arbeiten des inneren Ausbaues, mit 396 Abbildungen, Band 2, Leipzig, Berlin 1910
  - 35. vollständig überarbeitete und aktualisierte Auflage 2018 Band 2
- Die Gestaltung eingebauter Wohnhäuser. Raumausbildung, mit 140 Abbildungen im Text, 1911
- Danzig, Flensburg 1947